# Król rzeki
Król rzeki – film nakręcony na podstawie powieści Alice Hoffman. Jest to opowieść o śledztwie prowadzonym przez Abela Greya (Edward Burns), który próbuje rozwikłać tajemnicę zagadkowej śmierci Augusta Pierce'a (Thomas Gibson) – jednego ze studentów pobliskiej ekskluzywnej szkoły.

## Obsada
- Edward Burns – Abel Grey
- Jamie King – Harry McKenna
- Jennifer Ehle – Betsy Chase
- Rachelle Lefèvre – Carlin Leander
- Jonathan Malen – Nathaniel Gibb

i inni